# Valérie André
Valérie André ((); Strasburgo, 21 aprile 1922 – Issy-les-Moulineaux, 21 gennaio 2025) è stata una generale e aviatrice francese, combattente nella Resistenza durante la seconda guerra mondiale, medico e pilota in prima linea durante le guerre d'Indocina e d'Algeria, insignita della Gran Croce dell'Ordine della Legion d'onore e prima donna ad essere elevata al rango di generale. È inoltre membro fondatore dell'Académie de l'air et de l'espace di Tolosa.

## Biografia
Nata a Strasburgo il 21 aprile 1922, figlia di Philibert e Valérie André, adolescente fu affascinata dal mondo dell'aviazione e nel 1939 beneficiò della crescita dell'"aviazione popolare" per prendere lezioni di volo presso l'Aero Club della sua città natale. Dopo aver preso delle lezioni di volo su un velivolo Potez, con lo scoppio della seconda guerra mondiale dovette abbandonare il corso.
Con l'invasione tedesca nel maggio-giugno 1940, fuggì dall'Alsazia per raggiungere Clermont-Ferrand, dove si era temporaneamente trasferita la Facoltà di Medicina dell'Università di Strasburgo. L'invasione del sud della Francia nel novembre del 1942 la costrinse, per sfuggire alle autorità tedesche che ricercavano gli studenti alsaziani nella ex zona franca, a raggiungere Parigi.
Dopo la fine della guerra conseguì la laurea in medicina presso l'Università di Parigi nell'anno accademico 1946-1947. Nello stesso periodo seguì un corso come paracadutista. a Beynes fino a prendere il relativo brevetto nel corso del 1948 lo stesso anno si recò in Indocina come medico militare con il grado di capitano, Assegnata dapprima all'ospedale di My Tho, in seguito divenne assistente di neurochirurgia presso l'ospedale di Saigon.
Visto che la André era anche paracadutista, i suoi superiori le chiesero di seguire in corso come chirurgo di guerra e di prestare servizio in una isolata zona di confine tra Indocina ed il Laos che poteva essere raggiunta solo paracadutandosi sul posto.
Ritornò in Francia per conseguire il brevetto di pilota di elicottero presso la scuola di volo di Pontoise: per gli elicotteri era molto più semplice l'atterraggio in zone di guerra impervie Rientrata in Indocina il 26 maggio 1950, si specializzò nel servizio di evacuazione medica pilotando elicotteri Hiller 360 Sikorsky S-51. Tra la sua prima missione, avvenuta il 16 marzo 1952, e la sua partenza dall'Indocina nel corso del 1953, eseguì 129 voli operativi assicurando l'evacuazione di 165 feriti alle stazioni medici o l'ospedale più vicino.
L'11 dicembre 1951 fu coinvolta in un caso di evacuazione immediata di alcuni feriti da Tu Vu, sul fiume Nero. L'unico elicottero disponibile, di stanza nei pressi di Saigon, venne parzialmente smontato e trasportato in volo, a bordo di un velivolo Bristol Freighter, ad Hanoi dove venne riassemblato. A bordo dell'elicottero volò poi a Tu Vu, nonostante la pesante nebbia e l'intenso fuoco antiaereo, dove operò d'urgenza alcuni feriti e gli evacuò, a coppie, ad Hanoi.
Rientrata in Francia il 5 settembre 1953 fu assegnata al centro sperimentale di volo di Brétigny-sur-Orge, dove fornì assistenza medica agli equipaggi, conseguì l'abilitazione al pilotaggio di velivoli Morane-Saulnier MS.733 Alcyon, Nord 1101 e degli elicotteri Aérospatiale Djinn e Sikorsky S-55, prendendo parte a diversi voli sperimentali. In questo periodo partecipò alla creazione del laboratorio di medicina aerospaziale.
Dal 1959 al 1962 prestò servizio in Algeria come vice comandante del servizio medico nella base di Boufarik, e poi come comandante del servizio soccorso elicotteristico di stanza sulla base di Reghaia, Orano. Conseguita l'abilitazione al pilotaggio dell'elicottero Aérospatiale SA-318 Alouette II e poi di Sikorsky H-34, svolse, in tre anni di servizio, oltre 350 missioni. Nel 1961 fu nominata capo medico di tutta la base di Reghaia.
Alla fine della guerra in Algeria ritornò Francia, continuando la carriera di ufficiale del servizio sanitario, promossa tenente colonnello nel 1965, e colonnello nel 1970. Primo chirurgo della base aerea di Villacoublay, viene poi nominata consigliere presso il Comando del trasporto aereo militare (Commandement du transport aérien militaire, 
COTAM).
Nel mese di aprile del 1976 fu la prima donna ad essere elevata al rango di generale di brigata, e nel 1981, promossa ispettore generale medico, divenne generale di divisione chiudendo la sua carriera militare come direttore del dipartimento di salute della 4ª, e poi della 2ª Regione Aerea. Al suo attivo aveva 3.200 ore di volo e quattro citazioni all'ordine del giorno dell'Armèe, mentre altre sette citazioni decoravano la sua Croce di guerra.
Una volta tornata alla vita civile, divenne capo dello studio progettuale della Commissione delle Donne militari, con la quale lavorava per promuovere l'occupazione delle donne nelle forze armate. Il ritorno alla vita civile fu accompagnato da numerosi riconoscimenti, nel 1987 fu decorata con la Gran Croce dell'Ordre national du Mérite, e nel 1999, fu insignita dal Presidente della Repubblica Jacques Chirac del titolo di Cavaliere di Gran Croce dell'Ordine della Legion d'onore. Nel corso di una apposita cerimonia onorifica, avvenuta il 2 settembre 2010, le fu consegnato il brevetto di pilota militare di elicottero numero 001.
Una piazza di Brétigny-sur-Orge porta il suo nome, così come una via di Vélizy-Villacoublay.

## Onorificenze

### Onorificenze francesi
- Grande médaille d'or de l'Aéro-club de France

## Pubblicazioni
- La Pathologie du Parachutisme, Thèse, 1948
- Ici, ventilateur! Extraits d'un carnet de vol, Calmann-Levy, 1954
- Madame, le general, Perrin, Paris, 1988